# Antónia Moreira
Pour les articles homonymes, voir Moreira.
Antónia Moreira de Fátima, née le 26 avril 1982 à Luanda, est une judokate angolaise.

## Carrière
Antónia Moreira évolue dans la catégorie des moins de 70 kg. Elle est médaillée d'or aux Championnats d'Afrique de judo 2005, aux Jeux de la Lusophonie 2009, aux Jeux de la Lusophonie 2014, aux Championnats d'Afrique de judo 2014 et aux Jeux africains de 2015. Elle remporte la médaille d'argent aux Championnats d'Afrique de judo 2004, aux Championnats d'Afrique de judo 2011, aux Jeux africains de 2011, aux Championnats d'Afrique de judo 2012 et aux Championnats d'Afrique de judo 2013. Elle est médaillée de bronze aux Championnats d'Afrique de judo 2002, aux Jeux africains de 2007, aux Championnats d'Afrique de judo 2008, aux Championnats d'Afrique de judo 2010 et aux Championnats d'Afrique de judo 2016.
Elle participe aux Jeux olympiques de 2004 et de 2012 sans atteindre le podium ; elle est le porte-drapeau de la délégation angolaise aux Jeux de Londres.